# Asteroceras obtusum
Asteroceras obtusum es una especie extinta de cefalópodo de la subclase Ammonoidea y la familia Arietitidae. Estos carnívoros nectónicos de rápido movimiento vivieron durante el período Jurásico Inferior, Sinemuriense superior, hace alrededor de 189-196 millones de años.

## Descripción
Asteroceras obtusum tiene un caparazón que alcanza un diámetro de unos 8 a 20 centímetros (3,1 a 7,9 pulgadas).

## Distribución
Los fósiles de esta especie se pueden encontrar en México, Rusia, Francia, Alemania (Aalen) y el Reino Unido, en Lyme Regis en la zona de Asteroceras obtusum de la edad del Sinemuriense superior.